# لیخه‌میر
لگمیر (به هلندی: Legemeer) یک منطقهٔ مسکونی در هلند است که در ده‌فریسکه مارن واقع شده‌است. لگمیر ۴۰ نفر جمعیت دارد.